# Kojima Keitatsu
Kojima Keitatsu (sinh ngày 21 tháng 6 năm 2001) là một cầu thủ bóng đá người Nhật Bản.

## Sự nghiệp câu lạc bộ
Kojima Keitatsu hiện đang chơi cho Roasso Kumamoto.